# إدوارد رووي سنو
إدوارد رووي سنو (بالإنجليزية: Edward Rowe Snow)‏ (22 أغسطس 1902 - 10 أبريل 1982)؛ مترجم، مؤرخ وروائي أمريكي.